# Gustavo Marins
Gustavo Henrique Marins Silva (Goiânia, 11 febbraio 2002) è un calciatore brasiliano, difensore del Farul Costanza.

## Carriera

### Club
Il 20 gennaio 2023 viene acquistato a titolo definitivo dalla squadra rumena del Farul Costanza.

## Statistiche

### Presenze e reti nei club
Statistiche aggiornate al 16 maggio 2025.
| Stagione              | Squadra               | Campionato            | Campionato | Campionato | Coppe nazionali | Coppe nazionali | Coppe nazionali | Coppe continentali | Coppe continentali | Coppe continentali | Altre coppe | Altre coppe | Altre coppe | Totale | Totale |
| Stagione              | Squadra               | Comp                  | Pres       | Reti       | Comp            | Pres            | Reti            | Comp               | Pres               | Reti               | Comp        | Pres        | Reti        | Pres   | Reti   |
| --------------------- | --------------------- | --------------------- | ---------- | ---------- | --------------- | --------------- | --------------- | ------------------ | ------------------ | ------------------ | ----------- | ----------- | ----------- | ------ | ------ |
| 2022                  | Grêmio                | B+CG                  | 0+1        | 0          | CB              | 0               | 0               | -                  | -                  | -                  | -           | -           | -           | 1      | 0      |
| gen.-giu. 2023        | Farul Costanza        | L1                    | 5          | 0          | CR              | 0               | 0               | -                  | -                  | -                  | -           | -           | -           | 5      | 0      |
| 2023-2024             | Farul Costanza        | L1                    | 17         | 0          | CR              | 2               | 0               | UCL+UECL           | 1+0                | 0                  | SR          | 0           | 0           | 20     | 0      |
| 2024-2025             | Farul Costanza        | L1                    | 31         | 1          | CR              | 3               | 0               | -                  | -                  | -                  | -           | -           | -           | 34     | 1      |
| 2025-2026             | Farul Costanza        | L1                    | -          | -          | CR              | -               | -               | -                  | -                  | -                  | -           | -           | -           | -      | -      |
| Totale Farul Costanza | Totale Farul Costanza | Totale Farul Costanza | 53         | 1          |                 | 5               | 0               |                    | 1                  | 0                  |             | 0           | 0           | 59     | 1      |
| Totale carriera       | Totale carriera       | Totale carriera       | 53+1       | 1+0        |                 | 5               | 0               |                    | 1                  | 0                  |             | 0           | 0           | 60     | 1      |